# Ondřej z Dubé
Ondřej z Dubé (auch deutsch Andreas von Dauba; * um 1320; † 1412 oder 1413 in Zlenice) war Landrichter, Exekutor der Böhmischen Kammer und von 1361 bis 1394 der Oberstlandrichter von Böhmen.

## Leben
Der Sohn des Ondřej z Dubé († etwa 1361) und Herr auf Burg Zlenice entstammte dem böhmischen Adelsgeschlecht der Dauba. 1368/1369 begleitete er Kaiser Karl IV. auf seiner Reise nach Italien. Nach Karls Tod wurde er Berater von dessen Sohn und Nachfolger Wenzel IV. Als einer von wenigen Vertreter des Hochadels trat er für das Königsrecht ein. 1394 wechselte er jedoch in den opponierenden Ständebund. König Wenzel enthob ihn daraufhin aller seiner Ämter. Nachdem sie sich wieder versöhnten, unterstützte Andreas den Regenten bei der Novellierung der Landesordnung. 1405 wurde er zum Richter des altböhmischen Kreises Kaurzim ernannt.

## Werke
- Wýklad na práwo zemské české, gewidmet dem König Wenzel IV. In diesem Werk trug er die geltenden Vorschriften und Gesetze zusammen und hinterließ damit ein wichtiges Dokument des alten böhmischen Landrechts.online